# Laura Süßemilch
Laura Süßemilch (* 23. Februar 1997 in Weingarten) ist eine deutsche Radsportlerin.

## Sportliche Laufbahn
Laura Süßemilch ist seit 2006 im Radsport aktiv. 2013 wurde sie zweifache deutsche Jugendmeisterin in der Einerverfolgung sowie im Omnium. Im Jahr darauf errang sie bei den deutschen Bahnmeisterschaften in Cottbus zwei Junioren-Titel, in der Einerverfolgung und im Punktefahren. In der Mannschaftsverfolgung der Frauen belegte sie gemeinsam mit Isabell Seif, Katja Breitenfellner und Sofie Mangertseder Rang zwei.
Im Dezember 2014 wurde Süßemilch in der Oderlandhalle in Frankfurt/Oder deutsche Meisterin im Scratch der Frauen. Bei den deutschen Meisterschaften 2016 in Cottbus wurde sie gemeinsam mit Sofie Mangertseder, Tatjana Paller und Katja Breitenfellner deutsche Meisterin in der Mannschaftsverfolgung der Frauen. Bei den U23-Europameisterschaften 2017, 2018 sowie 2019 errang sie mit dem deutschen Vierer Bronze in der Mannschaftsverfolgung.
2021 wurde Laura Süßemilch für die Teilnahme an den Olympischen Spielen in Tokio nominiert, wo sie in der Mannschaftsverfolgung starten sollte. Sie rückte für Gudrun Stock nach, die ihren Start bei den Spielen aus gesundheitlichen Gründen absagen musste, wurde aber nicht eingesetzt. Im selben Jahr wurde sie mit dem deutschen Frauen-Vierer Europameisterin und Weltmeisterin.
Ende Juli 2022 nahm Laura Süßemilch an der Tour de France der Frauen teil, musste das Rennen aber nach Stürzen auf der ersten und der zweiten Etappe mit zwei Wirbelbrüchen beenden. Zurück in Deutschland wurden in einer Klinik in Tübingen ein weiterer Wirbelbruch, ein Rippenbruch sowie ein Bruch am Hinterkopf festgestellt. Sie konnte im weiteren Verlauf des Jahres keine Rennen mehr bestreiten.
Von 2023 bis 2025 gewann Süßemilch mit dem deutschen Bahn-Vierer eine Reihe weiterer Medaillen bei Welt- und Europameisterschaften; in der olympischen Mannschaftsverfolgung gehörte sie dem Team an, das den sechsten Platz belegte.

## Ehrungen
2021 wurde Laura Süßemilch als Mitglied des Bahn-Vierers gemeinsam mit Franziska Brauße, Lisa Brennauer, Mieke Kröger und Lisa Klein zur Mannschaft des Jahres gekürt.

## Sonstiges
Neben ihrer sportlichen Laufbahn absolvierte Süßemilch eine Ausbildung zur Produktdesignerin bei einem Zulieferbetrieb in der Automobilbranche.

## Erfolge
2014
- Deutsche Meisterin – Scratch
- Deutsche Junioren-Meisterin – Einerverfolgung, Punktefahren

2015
- Deutsche Junioren-Meisterin – Punktefahren, Mannschaftsverfolgung (mit Isabell Seif, Katja Breitenfellner und Franziska Brauße)

2016
- Deutsche Meisterin – Mannschaftsverfolgung (mit Sofie Mangertseder, Tatjana Paller und Katja Breitenfellner)

2017

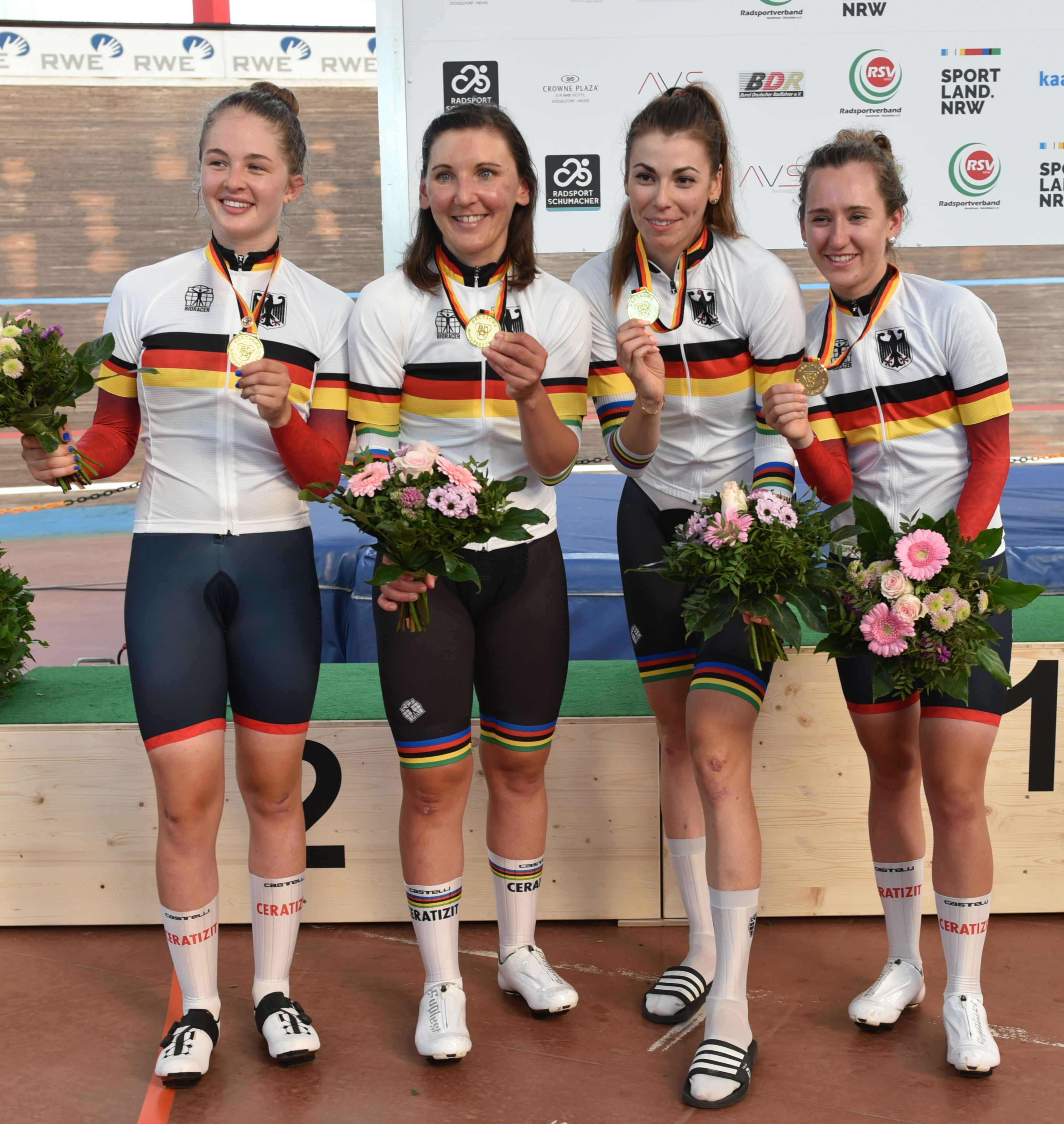
Deutsche Meisterschaften 2022: Lana Eberle, Lisa Brennauer, Laura Süßemilch, Lea Lin Teutenberg (v.l.n.r)

- U23-Europameisterschaft – Mannschaftsverfolgung (mit Tatjana Paller, Gudrun Stock und Franziska Brauße)

2018
- U23-Europameisterschaft – Mannschaftsverfolgung (mit Michaela Ebert, Lea Lin Teutenberg und Franziska Brauße)

2019
- U23-Europameisterschaft – Mannschaftsverfolgung (mit   Michaela Ebert, Lena Charlotte Reißner und Franziska Brauße)

2021
- Europameisterin – Mannschaftsverfolgung (mit Lisa Brennauer, Franziska Brauße, Lena Charlotte Reißner und Mieke Kröger)
- Weltmeisterin – Mannschaftsverfolgung (mit Lisa Brennauer, Franziska Brauße und Mieke Kröger)

2022
- Nations’ Cup in Glasgow - Mannschaftsverfolgung (mit Mieke Kröger, Franziska Brauße, Lena Charlotte Reißner und Lisa Klein)
- Deutsche Meisterin – Scratch, Mannschaftsverfolgung (mit Lana Eberle, Lisa Brennauer und Lea Lin Teutenberg)

2023
- Europameisterschaft – Mannschaftsverfolgung (mit Lisa Klein, Mieke Kröger,  und Franziska Brauße)

2024
- Europameisterschaft – Mannschaftsverfolgung (mit Franziska Brauße, Lisa Klein, Mieke Kröger und Lena Charlotte Reißner)
- Weltmeisterschaft – Mannschaftsverfolgung (mit Lisa Klein, Mieke Kröger, Lena Charlotte Reißner und Franziska Brauße)

2025
- Europameisterschaft – Mannschaftsverfolgung (mit Franziska Brauße, Lisa Klein und Mieke Kröger)
- Nations Cup in Konya – Mannschaftsverfolgung (mit Lisa Klein, Franziska Brauße und Messane Bräutigam)
- Deutsche Meisterin – Mannschaftsverfolgung (mit Franziska Brauße, Lana Eberle und Lisa Klein)